# برنارد كون
برنارد كون (بالإنجليزية: Bernard Cohn)‏ هو عالم إنسان أمريكي، ولد في 1928 في بروكلين في الولايات المتحدة، وتوفي في 25 نوفمبر 2003 في هايد بارك في الولايات المتحدة.